# 北條氏勝
北條氏勝（日语：〔〕／ Hōjō Ujikatsu，1559年—1611年5月6日）日本江户時代初期大名，下總國岩富藩初代藩主。他是後北条氏一族，為北条氏繁次男、北条綱成之孫、北条氏舜的弟弟。
天正10年（1582年）哥哥氏舜死後繼承家督。天正11年（1583年）玉繩北條家代於文書上的官名為「左衛門大夫」。
天正10年本能寺之變後，北条與德川爭奪甲斐、信濃之際，與同族的北条氏忠出兵御坂峠，但與家康的家臣鳥居元忠、三宅康貞交戰失利（天正壬午之亂）。天正12年（1584年）於下野皆川城、太平山城合戰出陣。天正14年（1586年）再度於下野出陣。
天正18年（1590年），豐臣秀吉的小田原征伐開始時，於伊豆山中城進行籠城戰，但在豐臣軍猛攻之下落城。氏勝原想自殺，但遭到朝倉景澄制止，並聽從弟弟直重、繁廣的建議從城中逃出。進入相模玉繩城籠城。玉繩城遭到德川家康包圍，在家康家臣松下三郎左衛門及玉繩城下龍寶寺住職說服下，於同年4月21日降伏。之后擔任下總方面丰臣方面的引導，盡力說服北条方諸城無血開城。
后来成為家康的家臣，領有下總岩富1萬石領地，致力於領内的基盤整備。關原之戰因功績卓著，受德川秀忠極度信賴。在慶長16年（1611年）死去，享年53岁。家督由養子氏重繼承。